# Bulbophyllum gymnopus
Bulbophyllum gymnopus là một loài phong lan thuộc chi Bulbophyllum.